# The Swingle Singers

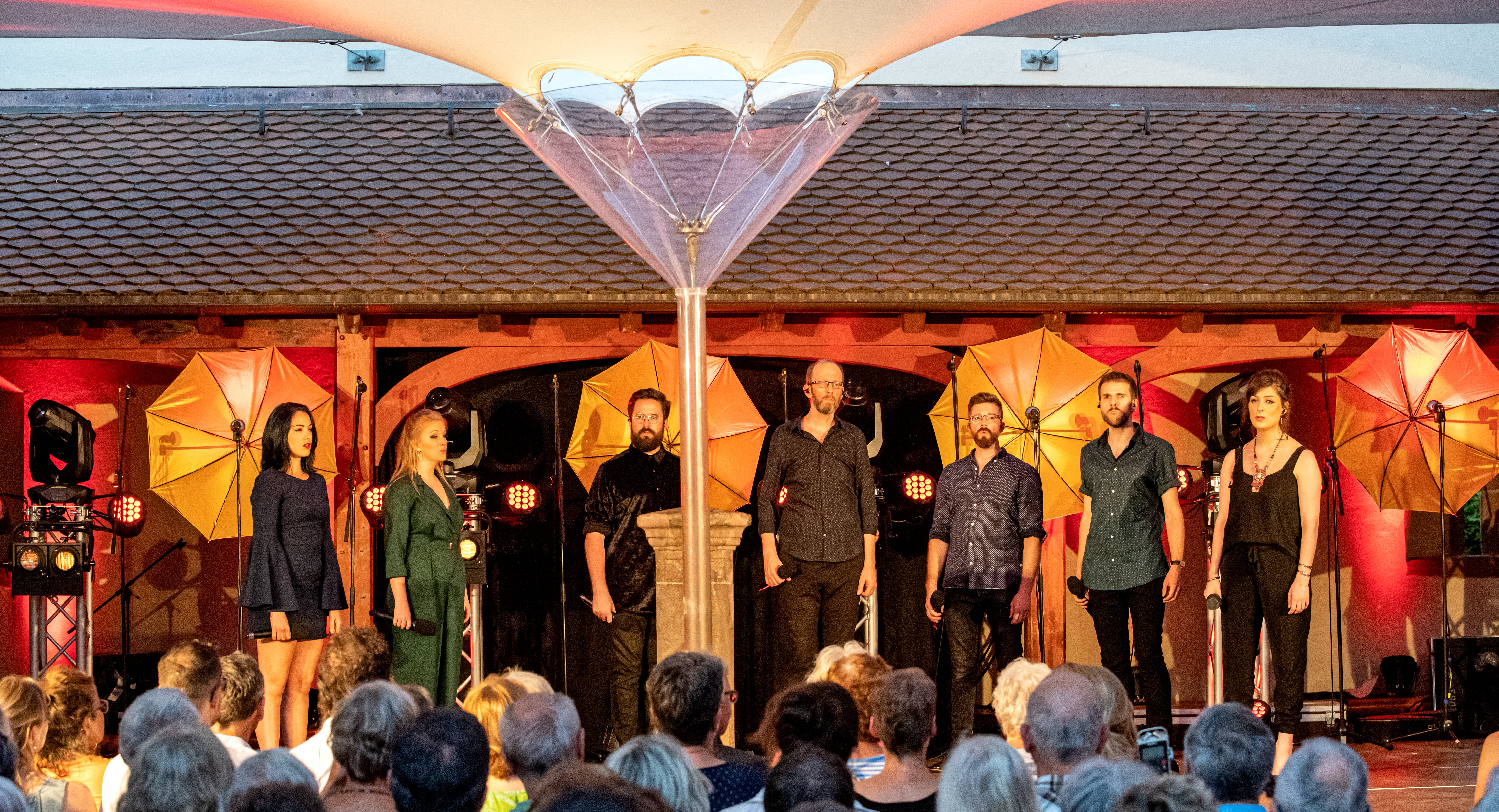
Swingles på Black Forest Voices Festival i Kirchzarten (Tyskland) den 29 juni 2019

The Swingle Singers är en professionell vokalgrupp som bildades 1962 i Paris med Ward Swingle, Anne Germain, Jeanette Baucomont och Jean Cussac. Christiane Legrand, syster till kompositören Michel Legrand var en av sopranerna i gruppen. Gruppen består idag (2021) av sju sångare (två sopraner, en alt, två tenorer, en baryton och en bas).

## Historik
Gruppen leddes från början av Ward Swingle, som en gång tillhörde den berömda franska sånggruppen Les double six, och började som tillfälliga bakgrundssångare till artister som Charles Aznavour och Edith Piaf. De sjöng en del vokaljazz med Michel Legrand, men då denne flyttade till Hollywood för att skriva filmmusik stod gruppen utan utmanande musik att sjunga. Swingle letade efter något intressant att göra och fastnade för Bachs Das wohltemperierte Klavier, som ledde till deras första skiva, Jazz Sébastien Bach.. Skivan vann Grammy Award 1963 för "Best performance by a chorus" (bästa framträdande av en kör) och "Best new artist of 1963" (bästa nya artist 1963).
Gruppen har omformats flera gånger och ändrat sitt namn.
1. Les Swingle Singers (The Swingle Singers)
2. Swingle II
3. The New Swingle Singers
4. The Swingles
5. The Swingle Singers

Sedan 2009 är gruppen baserad i London. Den producerar komplicerad, tekniskt imponerande a cappella-versioner av klassiska poplåtar, jazz och klassisk musik.

## Medlemmar
- Joanna Goldsmith (sopran, UK)
- Sara Brimer (sopran, USA)
- Clare Wheeler (alt, UK)
- Lucy Bailey (alt, UK)
- Richard Eteson (tenor, UK)
- Christopher Jay (tenor, UK)
- Kevin Fox (bas, Kanada)
- Tobias Hug (bas, Tyskland)
- Ljudtekniker: Hugh Walker (UK)

## Diskografi

### LP
- Den franska gruppen (1963-1973)
  - 1 Jazz Sebastien Bach
  - 2 Going Baroque 
  - 3 Swinging Mozart 
  - 4 Swinging Telemann
  - 5 Place Vendome 
  - 6 Les Romantiques
  - 7 Sounds of Spain
  - 8 Noels sans Passport
  - 9 Jazz Sebastien Bach II
  - 10 Les Quatre Saisons
  - 11 Sinfonia (Berio)
  - 12 American Look
  - 13 Bitter Ending

- Den engelska gruppen (1973-idag)
  - 14 Madrigals
  - 15 Words and Music
  - 16 Rags & all that Jazz
  - 17 Baroque
  - 18 French & English Part Songs
  - 19 Lovin' you
  - 20 Swingle Bells
  - 21 No time to talk
  - 22 Skyliner
  - 23 Folio
  - 24 Sonnets of Desolation (Ben Johnston)
  - 25 Sinfonia (Berio)

### CD
- Den franska gruppen
  - 1 Jazz Sebastian Bach (innehåller LP 1 och 9)
  - 2 Anyone for Mozart, Bach, Handel, Vivaldi? (innehåller LP 2 och 3)
  - 3 Compact Jazz (innehåller LP 5,6 och 7)

- Den brittiska gruppen
  - 4 A-Ronne / Cries of London
  - 5 Mazapegul (Azio Corghi)
  - 6 Nothing but Blue Skies (100th Birthday Tribute to Irving Berlin)
  - 7 Best of The Swingle Singers
  - 8 Folk Songs
  - 9 A Cappella Amadeus
  - 10 Compilation Album (Reflections & Live at Ronnie Scotts)
  - 11 The Christmas Album
  - 12 1812
  - 13 The Bach Album
  - 14 If It's Music...
  - 15 Notability
  - 16 Story of Christmas
  - 17 Pretty Ringtime
  - 18 New World
  - 19 Live
  - 20 Screen Tested
  - 21 Best of The Swingle Singers
  - 22 Ticket to Ride
  - 23 Keyboard Classics
  - 24 Live in Japan
  - 25 Mood Swings
  - 26 Retrospective
  - 27 ...unwrapped!
  - 28 Dido's Lament (EP)
  - 29 Live in New York '82